# Platypalpus pollinosus
Platypalpus pollinosus är en tvåvingeart som först beskrevs av Gabriel Strobl 1898.  Platypalpus pollinosus ingår i släktet Platypalpus och familjen puckeldansflugor. Inga underarter finns listade i Catalogue of Life.